# Lukas Klapp
Lukas Klapp (* 1989 in Minden) ist ein deutscher Jazzmusiker (Piano, Komposition).

## Leben und Wirken
Klapp wuchs in Bad Oeynhausen auf und begann schon in jungen Jahren mit dem Klavierspiel. Er studierte von 2008 bis 2015 an der Hochschule für Musik und Theater Hamburg Jazzpiano bei Burkhardt Braune und Tinatin Gambashidze. 
Seitdem arbeitete Klapp als freischaffender Musiker in der deutschen Jazzszene u. a. mit Maria João & Ogre Electric (Open Your Mouth, 2020), Ack van Rooyen, Alex Sipiagin, Claus Stötter, Jim Black, Hans Glawischnig, Sebastian Gille, Dirk Achim Dhonau und Giorgi Kiknadze (Paysage, Unit Records). Ende 2023 legte er mit seinem Quartett (mit Percy Pursglove, Ingmar Heller und Björn Lücker) das Album Forward vor. Weiterhin gehörte er der Hamburger Jazz/Hip-Hop-Experimentalband Urban Academy an sowie elektronischen, groove-orientierten Bands wie ToyToy oder der Lena Geue Band. Er wirkte auch an Aufnahmen des Felice Sound Orchestra und von Benny Brown mit. Des Weiteren war er an Duo-Projekten mit Hamburger Improvisatoren wie Björn Lücker, Sven Kerschek (Album Karschek/Klapp, 2020) und Frank Delle beteiligt.
Klapp ist weiterhin seit 2015 Dozent am Hamburger Konservatorium. Dort unterrichtet er Jazzpiano (Trio, Ensemble) und im Jazz-Seminar für klassische Pianisten.